# تحصیل گجرات
تحصیل گجرات (به انگلیسی: Gujrat Tehsil) یک تحصیل در پاکستان است که در پنجاب واقع شده‌است.